# غيل (غطاء نباتي)

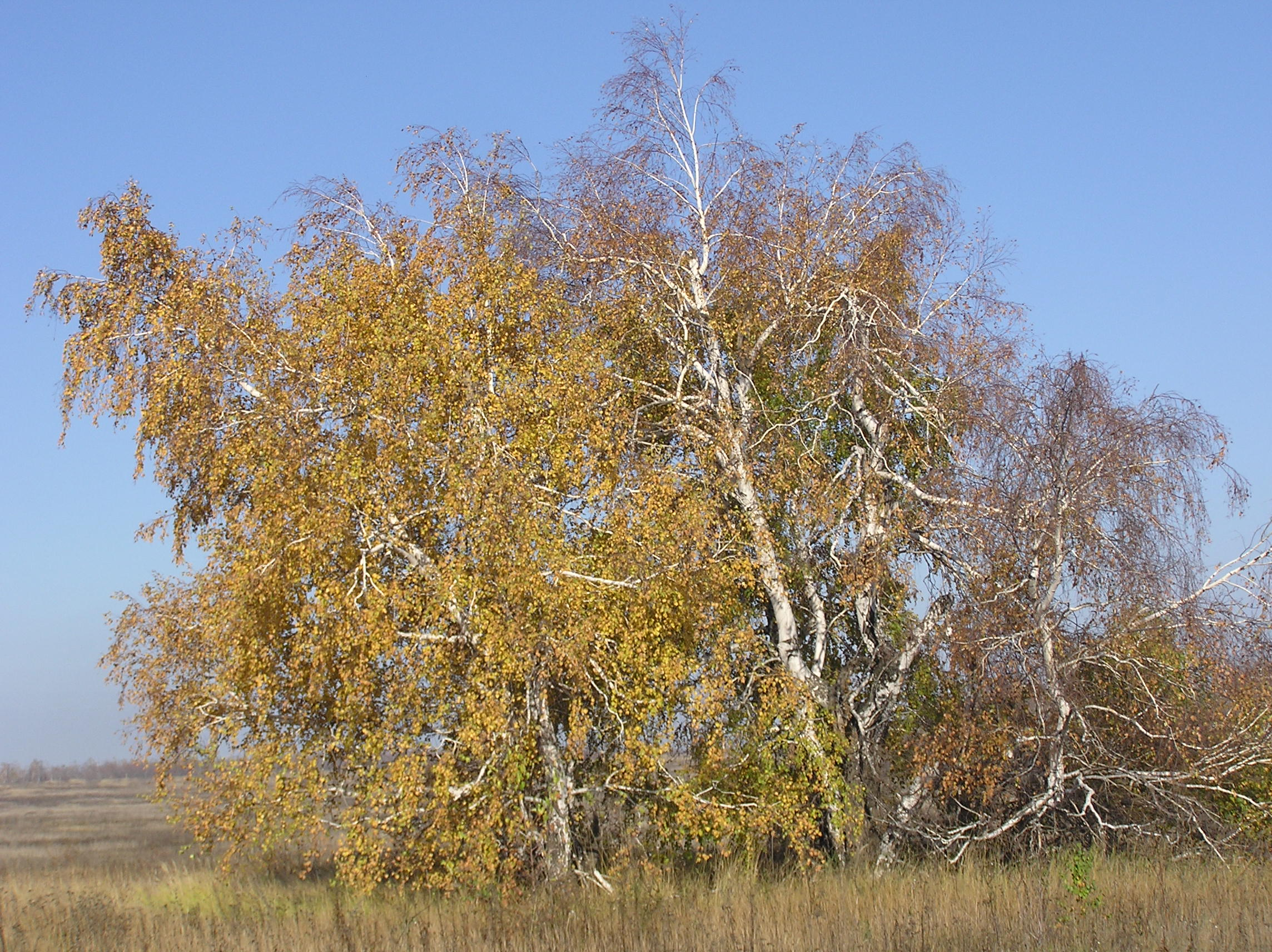
غيل أشجار البتول المتدلية في مقاطعة سَرَتُوف بروسيا.

الغِيل (الجمع: غُيُول، وأَغْيَال) هو منطقة حياة نباتية استوائية مخضرة.

## في اللغة
الغِيلُ: الشجرُ الكثيرُ الملتفُّ الذي يُستَتر فيه.

## علم البيئة
بعض علماء البيئة يعتبرون الغيول إحدى مراحل تطور الغابة المطيرة. كما يعتبرونها كتلة متشابكة من النباتات الكثيفة التي تنمو حيث يصل ضوء الشمس إلى أرض الغابة الممطرة. وتنمو مثل هذه الغيول في الغابة المطيرة على امتداد شواطئ الأنهار، وفي المناطق الخالية من الأشجار، حيث لاشيء يحجب ضوء الشمس. وغالبًا ما يقوم المزارعون وشركات الأخشاب بقطع أجزاء من الغابات الاستوائية المطيرة، غير أن المناطق التي تم قطع الأشجار منها قد تغص بنباتات الغيول لاحقًا. وقد تكون الغيول كثيفة لدرجة أن الناس لا يمكنهم التحرك من خلالها إلا بعد شق ممرات باستخدام سكاكين (محشات) طويلة تسمَّى السواطير.